# National Football League 2010
La stagione NFL 2010 è stata la 91ª stagione sportiva della National Football League, la massima lega professionistica statunitense di football americano. La stagione è iniziata il 9 settembre 2010. La finale del campionato, il Super Bowl XLV, si è disputata il 6 febbraio 2011 nel Cowboys Stadium di Arlington, in Texas tra i Pittsburgh Steelers e i Green Bay Packers ed ha visto la vittoria di questi ultimi per 31 a 25. Il Pro Bowl, dopo il momentaneo cambiamento di sede della stagione precedente, si è disputato di nuovo ad Honolulu, nelle Hawaii il 30 gennaio 2011.
In questa stagione le due squadre di New York hanno trasferito la loro sede dal Giants Stadium al nuovo Meadowlands Stadium, inoltre i Minnesota Vikings hanno celebrato la loro 50ª partecipazione al campionato NFL.

## Modifiche alle regole
Durante l'annuale riunione dei proprietari della squadre tenutasi a marzo del 2010 vennero decise le seguenti modifiche alle regole:
- Venne deciso di modificare la regola della sudden death relativa alla disputa dei tempi supplementari delle partite di play-off. Nel caso in cui la squadra che ha ottenuto il primo possesso di palla in seguito al lancio della monetina realizzi un field goal, l'altra squadra ha diritto ad avere un successivo possesso. Se al termine dei primi due possessi di palla il risultato fosse ancora di parità si tornerebbe ad applicare la sudden death. Tale modifica venne adottata dopo aver verificato che, dal 1994, le partite finite ai tempi supplementari sono state vinte per il 59,8% dalla squadra che ha ottenuto il primo possesso di palla e per il 34,4% delle volte segnando proprio al primo possesso[5].
- Venne deciso di estendere la definizione di "ricevitore indifeso" ((defenseless receiver)), cioè di un ricevitore che non può essere colpito alla testa o nella zona del collo da un avversario che gli si getta contro con il casco, le spalle o l'avambraccio, ad ogni giocatore e non solo ai ricevitori di ruolo[6].
- Venne deciso di dichiarare immediatamente terminata un'azione se il portatore di palla dovesse perdere il casco[6].
- Venne deciso di cambiare la posizione dell'umpire da dietro i linebacker al backfield offensivo in modo da evitare che possano essere d'intralcio alle azioni[7].
- Venne stabilito che, durante i tentativi di field goal e di extra point, i difensori non possano schierarsi direttamente davanti al long snapper[7].
- Venne deciso che le penalità di 15 iarde relativi a falli personali commessi dopo la fine di un'azione al termine del secondo o quarto periodo di gioco venissero scontate al kickoff rispettivamente del terzo quarto del tempo supplementare. In precedenza tali penalità non venivano comminate[7].
- Venne deciso che un punt returner che segnali un fair catch, ma che non riesca a catturare subito la palla, abbia la possibilità di recuperarla, prima che questa tocchi terra, senza che venga disturbato dagli avversari. Se un avversario dovesse colpirlo in questa situazione, la squadra che riceve il punt riprenderebbe il gioco dal punto del fallo senza ulteriori penalità[7].
- Venne resa definitiva la modifica provvisoria, adottata nel 2009, riguardante i casi in cui la palla in gioco colpisca strutture sospese sopra il campo di gioco[7][8].
- Venne deciso di comprendere nei casi decisi dall'instant replay anche quelli relativi a possibili interferenze sul pallone[7].
- Venne deciso che, se il tempo dovesse essere fermato nell'ultimo minuto del secondo o quarto periodo di gioco in seguito ad un instant replay, ma non sarebbe stato da fermare in condizioni normali, si sarebbero tolti dieci secondi dal cronometro[7].

## Stagione regolare
La stagione regolare è iniziata il 9 settembre 2010 con la partita inaugurale disputata al Louisiana Superdome tra i campioni in carica dei New Orleans Saints e i Minnesota Vikings, mentre il resto della prima giornata si è svolto il 12 e 13 settembre.da quest'anno nell'ultima giornata ci saranno solo match tra squadre della stessa division. La stagione terminata il 2 gennaio 2011, si è svolta in 17 giornate durante le quali ogni squadra ha disputato 16 partite secondo le regole del calendario della NFL.
In questa stagione gli accoppiamenti Intraconference e Interconference tra Division sono stati i seguenti
| Intraconference                                                                                                 | Interconference                                                                                                 |
| --- | --- |
| - AFC East contro AFC North - AFC West contro AFC South - NFC East contro NFC North - NFC West contro NFC South | - AFC East contro NFC North - AFC North contro NFC South - AFC South contro NFC East - AFC West contro NFC West |

### Risultati della stagione regolare
- V = Vittorie, S = Sconfitte, P = Pareggi, PCT = Percentuale di vittorie, PF = Punti Fatti, PS = Punti Subiti
- La qualificazione ai play-off è indicata in verde (tra parentesi il seed)

| AFC East                 |    |    |   |     |     |     |
| Squadra                  | V  | S  | P | PCT | PF  | PS  |
| (1) New England Patriots | 14 | 2  | 0 | 875 | 518 | 313 |
| (6) New York Jets        | 11 | 5  | 0 | 688 | 367 | 304 |
| Miami Dolphins           | 7  | 9  | 0 | 438 | 273 | 333 |
| Buffalo Bills            | 4  | 12 | 0 | 250 | 283 | 425 |

| NFC East                |    |    |   |     |     |     |
| Squadra                 | V  | S  | P | PCT | PF  | PS  |
| (3) Philadelphia Eagles | 10 | 6  | 0 | 625 | 439 | 377 |
| New York Giants         | 10 | 6  | 0 | 625 | 394 | 347 |
| Dallas Cowboys          | 6  | 10 | 0 | 375 | 394 | 436 |
| Washington Redskins     | 6  | 10 | 0 | 375 | 302 | 377 |

| AFC North               |    |    |   |     |     |     |
| Squadra                 | V  | S  | P | PCT | PF  | PS  |
| (2) Pittsburgh Steelers | 12 | 4  | 0 | 750 | 375 | 232 |
| (5) Baltimore Ravens    | 12 | 4  | 0 | 750 | 357 | 270 |
| Cleveland Browns        | 5  | 11 | 0 | 313 | 271 | 332 |
| Cincinnati Bengals      | 4  | 12 | 0 | 250 | 322 | 395 |

| NFC North             |    |    |   |     |     |     |
| Squadra               | V  | S  | P | PCT | PF  | PS  |
| (2) Chicago Bears     | 11 | 5  | 0 | 688 | 334 | 286 |
| (6) Green Bay Packers | 10 | 6  | 0 | 625 | 388 | 240 |
| Detroit Lions         | 6  | 10 | 0 | 375 | 362 | 369 |
| Minnesota Vikings     | 6  | 10 | 0 | 375 | 281 | 348 |

| AFC South              |    |    |   |     |     |     |
| Squadra                | V  | S  | P | PCT | PF  | PS  |
| (3) Indianapolis Colts | 10 | 6  | 0 | 625 | 435 | 388 |
| Jacksonville Jaguars   | 8  | 8  | 0 | 500 | 353 | 419 |
| Houston Texans         | 6  | 10 | 0 | 375 | 390 | 427 |
| Tennessee Titans       | 6  | 10 | 0 | 375 | 356 | 339 |

| NFC South              |    |    |   |     |     |     |
| Squadra                | V  | S  | P | PCT | PF  | PS  |
| (1) Atlanta Falcons    | 13 | 3  | 0 | 813 | 414 | 288 |
| (5) New Orleans Saints | 11 | 5  | 0 | 688 | 384 | 307 |
| Tampa Bay Buccaneers   | 10 | 6  | 0 | 625 | 341 | 318 |
| Carolina Panthers      | 2  | 14 | 0 | 125 | 196 | 408 |

| AFC West               |    |    |   |     |     |     |
| Squadra                | V  | S  | P | PCT | PF  | PS  |
| (4) Kansas City Chiefs | 10 | 6  | 0 | 625 | 366 | 326 |
| San Diego Chargers     | 9  | 7  | 0 | 563 | 441 | 322 |
| Oakland Raiders        | 8  | 8  | 0 | 500 | 410 | 371 |
| Denver Broncos         | 4  | 12 | 0 | 250 | 344 | 471 |

| NFC West             |   |    |   |     |     |     |
| Squadra              | V | S  | P | PCT | PF  | PS  |
| (4) Seattle Seahawks | 7 | 9  | 0 | 438 | 294 | 401 |
| Saint Louis Rams     | 7 | 9  | 0 | 438 | 283 | 312 |
| San Francisco 49ers  | 6 | 10 | 0 | 375 | 267 | 339 |
| Arizona Cardinals    | 5 | 11 | 0 | 313 | 282 | 396 |

## Play-off
I play-off sono iniziati con il Wild Card Weekend l'8 e 9 gennaio 2011. Successivamente si sono giocati i Divisional Playoff il 15 e 16 gennaio e i Conference Championship Game il 23 gennaio. Il Super Bowl XLV si è giocato il 6 febbraio 2011 nel Cowboys Stadium di Arlington.

### Seeding
| Seed | American Football Conference              | National Football Conference             |
| ---- | ----------------------------------------- | ---------------------------------------- |
| 1    | New England Patriots (vincitori AFC East) | Atlanta Falcons (vincitori NFC South)    |
| 2    | Pittsburgh Steelers (vincitori AFC North) | Chicago Bears (vincitori NFC North)      |
| 3    | Indianapolis Colts (vincitori AFC South)  | Philadelphia Eagles (vincitori NFC East) |
| 4    | Kansas City Chiefs (vincitori AFC West)   | Seattle Seahawks (vincitori NFC West)    |
| 5    | Baltimore Ravens                          | New Orleans Saints                       |
| 6    | New York Jets                             | Green Bay Packers                        |

### Incontri
| Wild Card Game | Wild Card Game                      | Wild Card Game                      | Wild Card Game                      |    |             | Divisional Play-off      | Divisional Play-off           | Divisional Play-off      |                              |                              | Conference Championship      | Conference Championship | Conference Championship |  |  | Super Bowl XLV | Super Bowl XLV | Super Bowl XLV | Super Bowl XLV | Super Bowl XLV |
|                |                                     |                                     |                                     |    |             |                          |                               |                          |                              |                              |                              |                         |                         |  |  |                |                |                |                |                |
|                | 9 gennaio - Arrowhead Stadium       | 9 gennaio - Arrowhead Stadium       | 9 gennaio - Arrowhead Stadium       |    |             | 15 gennaio - Heinz Field | 15 gennaio - Heinz Field      | 15 gennaio - Heinz Field |                              |                              |                              |                         |                         |  |  |                |                |                |                |                |
|                | 9 gennaio - Arrowhead Stadium       | 9 gennaio - Arrowhead Stadium       | 9 gennaio - Arrowhead Stadium       |    |             | 15 gennaio - Heinz Field | 15 gennaio - Heinz Field      | 15 gennaio - Heinz Field |                              |                              |                              |                         |                         |  |  |                |                |                |                |                |
|                | 9 gennaio - Arrowhead Stadium       | 9 gennaio - Arrowhead Stadium       | 9 gennaio - Arrowhead Stadium       |    |             | 15 gennaio - Heinz Field | 15 gennaio - Heinz Field      | 15 gennaio - Heinz Field |                              |                              |                              |                         |                         |  |  |                |                |                |                |                |
|                | 9 gennaio - Arrowhead Stadium       | 9 gennaio - Arrowhead Stadium       | 9 gennaio - Arrowhead Stadium       |    |             | 15 gennaio - Heinz Field | 15 gennaio - Heinz Field      | 15 gennaio - Heinz Field |                              |                              |                              |                         |                         |  |  |                |                |                |                |                |
|                | 5                                   | Baltimore                           | 30                                  |    |             | 15 gennaio - Heinz Field | 15 gennaio - Heinz Field      | 15 gennaio - Heinz Field |                              |                              |                              |                         |                         |  |  |                |                |                |                |                |
|                | 5                                   | Baltimore                           | 30                                  | 5  | Baltimore   | 24                       |                               |                          |                              |                              |                              |                         |                         |  |  |                |                |                |                |                |
|                | 4                                   | Kansas City                         | 7                                   | 5  | Baltimore   | 24                       |                               |                          | 23 gennaio - Heinz Field     | 23 gennaio - Heinz Field     | 23 gennaio - Heinz Field     |                         |                         |  |  |                |                |                |                |                |
|                | 4                                   | Kansas City                         | 7                                   | 2  | Pittsburgh  | 31                       |                               |                          | 23 gennaio - Heinz Field     | 23 gennaio - Heinz Field     | 23 gennaio - Heinz Field     |                         |                         |  |  |                |                |                |                |                |
|                |                                     |                                     |                                     | 2  | Pittsburgh  | 31                       |                               |                          | 23 gennaio - Heinz Field     | 23 gennaio - Heinz Field     | 23 gennaio - Heinz Field     |                         |                         |  |  |                |                |                |                |                |
|                |                                     |                                     |                                     |    |             |                          |                               |                          | 23 gennaio - Heinz Field     | 23 gennaio - Heinz Field     | 23 gennaio - Heinz Field     |                         |                         |  |  |                |                |                |                |                |
|                | 8 gennaio - Lucas Oil Stadium       | 8 gennaio - Lucas Oil Stadium       | 8 gennaio - Lucas Oil Stadium       | 6  | N.Y. Jets   | 19                       |                               |                          |                              |                              |                              |                         |                         |  |  |                |                |                |                |                |
|                | 8 gennaio - Lucas Oil Stadium       | 8 gennaio - Lucas Oil Stadium       | 8 gennaio - Lucas Oil Stadium       | 6  | N.Y. Jets   | 19                       | 16 gennaio - Gillette Stadium |                          |                              |                              |                              |                         |                         |  |  |                |                |                |                |                |
|                | 8 gennaio - Lucas Oil Stadium       | 8 gennaio - Lucas Oil Stadium       | 8 gennaio - Lucas Oil Stadium       |    | 2           | Pittsburgh               | 24                            |                          |                              |                              |                              |                         |                         |  |  |                |                |                |                |                |
|                | 8 gennaio - Lucas Oil Stadium       | 8 gennaio - Lucas Oil Stadium       | 8 gennaio - Lucas Oil Stadium       |    | 2           | Pittsburgh               | 24                            |                          |                              |                              |                              |                         |                         |  |  |                |                |                |                |                |
|                | 6                                   | N.Y. Jets                           | 17                                  |    |             |                          |                               |                          |                              |                              |                              |                         |                         |  |  |                |                |                |                |                |
|                | 6                                   | N.Y. Jets                           | 17                                  | 6  | N.Y. Jets   | 28                       |                               |                          |                              |                              |                              |                         |                         |  |  |                |                |                |                |                |
|                | 3                                   | Indianapolis                        | 16                                  | 6  | N.Y. Jets   | 28                       |                               |                          | 6 febbraio - Cowboys Stadium | 6 febbraio - Cowboys Stadium | 6 febbraio - Cowboys Stadium |                         |                         |  |  |                |                |                |                |                |
|                | 3                                   | Indianapolis                        | 16                                  | 1  | New England | 21                       |                               |                          | 6 febbraio - Cowboys Stadium | 6 febbraio - Cowboys Stadium | 6 febbraio - Cowboys Stadium |                         |                         |  |  |                |                |                |                |                |
|                |                                     |                                     |                                     | 1  | New England | 21                       |                               |                          |                              | 6 febbraio - Cowboys Stadium | 6 febbraio - Cowboys Stadium |                         |                         |  |  |                |                |                |                |                |
|                |                                     |                                     |                                     |    |             |                          |                               |                          |                              | 6 febbraio - Cowboys Stadium | 6 febbraio - Cowboys Stadium |                         |                         |  |  |                |                |                |                |                |
|                | 8 gennaio - Qwest Field             | 8 gennaio - Qwest Field             | 8 gennaio - Qwest Field             | A2 | Pittsburgh  | 25                       |                               |                          |                              |                              |                              |                         |                         |  |  |                |                |                |                |                |
|                | 8 gennaio - Qwest Field             | 8 gennaio - Qwest Field             | 8 gennaio - Qwest Field             | A2 | Pittsburgh  | 25                       | 16 gennaio - Soldier Field    |                          |                              |                              |                              |                         |                         |  |  |                |                |                |                |                |
|                | 8 gennaio - Qwest Field             | 8 gennaio - Qwest Field             | 8 gennaio - Qwest Field             |    | N6          | Green Bay                | 31                            |                          |                              |                              |                              |                         |                         |  |  |                |                |                |                |                |
|                | 8 gennaio - Qwest Field             | 8 gennaio - Qwest Field             | 8 gennaio - Qwest Field             |    | N6          | Green Bay                | 31                            |                          |                              |                              |                              |                         |                         |  |  |                |                |                |                |                |
|                | 5                                   | New Orleans                         | 36                                  |    |             |                          |                               |                          |                              |                              |                              |                         |                         |  |  |                |                |                |                |                |
|                | 5                                   | New Orleans                         | 36                                  | 4  | Seattle     | 24                       |                               |                          |                              |                              |                              |                         |                         |  |  |                |                |                |                |                |
|                | 4                                   | Seattle                             | 41                                  | 4  | Seattle     | 24                       |                               |                          | 23 gennaio - Soldier Field   | 23 gennaio - Soldier Field   | 23 gennaio - Soldier Field   |                         |                         |  |  |                |                |                |                |                |
|                | 4                                   | Seattle                             | 41                                  | 2  | Chicago     | 35                       |                               |                          | 23 gennaio - Soldier Field   | 23 gennaio - Soldier Field   | 23 gennaio - Soldier Field   |                         |                         |  |  |                |                |                |                |                |
|                |                                     |                                     |                                     | 2  | Chicago     | 35                       |                               |                          | 23 gennaio - Soldier Field   | 23 gennaio - Soldier Field   | 23 gennaio - Soldier Field   |                         |                         |  |  |                |                |                |                |                |
|                |                                     |                                     |                                     |    |             |                          |                               |                          | 23 gennaio - Soldier Field   | 23 gennaio - Soldier Field   | 23 gennaio - Soldier Field   |                         |                         |  |  |                |                |                |                |                |
|                | 9 gennaio - Lincoln Financial Field | 9 gennaio - Lincoln Financial Field | 9 gennaio - Lincoln Financial Field | 6  | Green Bay   | 21                       |                               |                          |                              |                              |                              |                         |                         |  |  |                |                |                |                |                |
|                | 9 gennaio - Lincoln Financial Field | 9 gennaio - Lincoln Financial Field | 9 gennaio - Lincoln Financial Field | 6  | Green Bay   | 21                       | 15 gennaio - Georgia Dome     |                          |                              |                              |                              |                         |                         |  |  |                |                |                |                |                |
|                | 9 gennaio - Lincoln Financial Field | 9 gennaio - Lincoln Financial Field | 9 gennaio - Lincoln Financial Field |    | 2           | Chicago                  | 14                            |                          |                              |                              |                              |                         |                         |  |  |                |                |                |                |                |
|                | 9 gennaio - Lincoln Financial Field | 9 gennaio - Lincoln Financial Field | 9 gennaio - Lincoln Financial Field |    | 2           | Chicago                  | 14                            |                          |                              |                              |                              |                         |                         |  |  |                |                |                |                |                |
|                | 6                                   | Green Bay                           | 21                                  |    |             |                          |                               |                          |                              |                              |                              |                         |                         |  |  |                |                |                |                |                |
|                | 6                                   | Green Bay                           | 21                                  | 6  | Green Bay   | 48                       |                               |                          |                              |                              |                              |                         |                         |  |  |                |                |                |                |                |
|                | 3                                   | Philadelphia                        | 16                                  | 6  | Green Bay   | 48                       |                               |                          |                              |                              |                              |                         |                         |  |  |                |                |                |                |                |
|                | 3                                   | Philadelphia                        | 16                                  | 1  | Atlanta     | 21                       |                               |                          |                              |                              |                              |                         |                         |  |  |                |                |                |                |                |

### Vincitore
| Vincitori del Super Bowl XLV Green Bay Packers 13º titolo (4º Super Bowl) |

## Premi individuali
| Premio                        | Vincitore      | Ruolo            | Squadra              |
| ----------------------------- | -------------- | ---------------- | -------------------- |
| MVP della NFL                 | Tom Brady      | Quarterback      | New England Patriots |
| Difensore dell'anno           | Troy Polamalu  | Strong safety    | Pittsburgh Steelers  |
| Giocatore offensivo dell'anno | Tom Brady      | Quarterback      | New England Patriots |
| Allenatore dell'anno          | Bill Belichick | Allenatore       | New England Patriots |
| Rookie offensivo dell'anno    | Sam Bradford   | Quarterback      | St. Louis Rams       |
| Rookie difensivo dell'anno    | Ndamukong Suh  | Defensive tackle | Detroit Lions        |
| Comeback Player of the Year   | Michael Vick   | Quarterback      | Philadelphia Eagles  |
| Pepsi Rookie dell'anno        | Ndamukong Suh  | Defensive tackle | Detroit Lions        |
| MVP del Super Bowl            | Aaron Rodgers  | Quarterback      | Green Bay Packers    |

## Record stagionali
Le migliori prestazioni stagionali furono le seguenti.
| Record di squadra                                                                                  | Record di squadra                                                        |
| -------------------------------------------------------------------------------------------------- | ------------------------------------------------------------------------ |
| Maggior numero di punti segnati (518)                                                              | New England Patriots                                                     |
| Maggior numero di iarde guadagnate (6.329)                                                         | San Diego Chargers                                                       |
| Maggior numero di iarde guadagnate su azioni di corsa (2.627)                                      | Kansas City Chiefs                                                       |
| Maggior numero di iarde guadagnate su azioni di passaggio (4.609)                                  | Indianapolis Colts                                                       |
| Minor numero di punti subiti (232)                                                                 | Pittsburgh Steelers                                                      |
| Minor numero di iarde concesse (4.345)                                                             | San Diego Chargers                                                       |
| Minor numero di iarde concesse su azioni di corsa (1.004)                                          | Pittsburgh Steelers                                                      |
| Minor numero di iarde concesse su azioni di passaggio (2.845)                                      | San Diego Chargers                                                       |
| Record individuali                                                                                 |                                                                          |
| Maggior numero di punti segnati (143)                                                              | David Akers (Philadelphia Eagles)                                        |
| Maggior numero di touchdown segnati (18)                                                           | Arian Foster (Houston Texans)                                            |
| Maggior numero di field goal realizzati (33)                                                       | - Sebastian Janikowski (Oakland Radiers) - Josh Brown (Saint Louis Rams) |
| Maggior numero di iarde guadagnate su azioni di corsa (1.616)                                      | Arian Foster (Houston Texans)                                            |
| Migliore passer rating (111)                                                                       | Tom Brady (New England Patriots)                                         |
| Maggior numero di lanci in touchdown (36)                                                          | Tom Brady (New England Patriots)                                         |
| Maggior numero di iarde guadagnate su lancio (4.710)                                               | Philip Rivers (San Diego Chargers)                                       |
| Maggior numero di ricezioni effettuate (115)                                                       | Roddy White (Atlanta Falcons)                                            |
| Maggior numero di iarde guadagnate su azioni di passaggio (1.448)                                  | Brandon Lloyd (Denver Broncos)                                           |
| Maggior media di iarde guadagnate su ritorno di punt (564 su 33 ritorni, per una media di 17,1)    | Devin Hester (Chicago Bears)                                             |
| Maggior media di iarde guadagnate su ritorno di kickoff (616 su 21 ritorni, per una media di 29,3) | David Reed (Baltimore Ravens)                                            |
| Maggior numero di intercetti (8)                                                                   | Ed Reed (Baltimore Ravens)                                               |
| Maggior media di iarde guadagnate su punt (3.115 su 65 punt, per una media di 47,9)                | Mat McBriar (Dallas Cowboys)                                             |
| Maggior numero di sack (15,5)                                                                      | DeMarcus Ware (Dallas Cowboys)                                           |